# Janet.Remixed
A Janet.Remixed című album Janet Jackson amerikai énekesnő hetedik albuma és második remixalbuma. Ötödik, janet. című albuma dalainak remixeit tartalmazza, ezenkívül az albumról megjelent kislemezek B-oldalai közül kettőt (And On And On; 70’s Love Groove; a harmadik, a One More Chance csak az album bakelitlemez és kazetta változataira került fel). Az albumból világszerte több mint 250 000 példány kelt el, annak ellenére, hogy az Egyesült Államokban – a Control: The Remixeshez hasonlóan – nem jelent meg kereskedelmi forgalomban.

## Számlista

### CD
| #   | Cím                                         | Hossz |
| --- | ------------------------------------------- | ----- |
| 1.  | That’s the Way Love Goes (CJ FXTC Club Mix) | 6:22  |
| 2.  | If (Brothers in Rhythm House Mix)           | 7:07  |
| 3.  | Because of Love (Frankie & David Treat Mix) | 6:48  |
| 4.  | And On And On                               | 4:48  |
| 5.  | Throb (Morales Badyard Club)                | 9:32  |
| 6.  | You Want This (E-Smoove’s House Anthem)     | 9:43  |
| 7.  | Any Time, Any Place (CJ’s 12" Nix)          | 8:17  |
| 8.  | Where Are You Now (Nellee Hooper Mix)       | 5:20  |
| 9.  | 70’s Love Groove                            | 5:45  |
| 10. | What’ll I Do (Dave Navarro Mix)             | 4:17  |
| 11. | Any Time, Any Place (R. Kelly Mix)          | 5:11  |

### Dupla LP
| #  | Cím                                          | Hossz |
| -- | -------------------------------------------- | ----- |
| A1 | That’s The Way Love Goes (CJ FXTC Club Mix)  | 6:22  |
| A2 | If (Brothers in Rhythm House Mix)            | 7:07  |
| A3 | Because of Love (Frankie & David Treat Mix)  | 6:48  |
| A4 | And On And On                                | 4:48  |
| B1 | Throb (Morales Badyard Club)                 | 9:32  |
| B2 | You Want This (E-Smoove’s House Anthem)      | 9:43  |
| B3 | Any Time, Any Place (CJ’s 12" Mix)           | 8:17  |
| C1 | Where Are You Now (Nellee Hooper Mix)        | 5:20  |
| C2 | That’s The Way Love Goes (FXTC Bass Hit Dub) | 6:14  |
| C3 | 70’s Love Groove                             | 5:45  |
| D1 | You Want This (Disco Theory)                 | 6:14  |
| D2 | What’ll I Do (Dave Navarro Mix)              | 4:17  |
| D3 | Because of Love (Muggs Full Hip Hop Mix)     | 4:08  |
| D4 | One More Chance                              | 5:54  |
| D5 | Any Time, Any Place (R. Kelly Mix)           | 5:11  |

## Helyezések
| Slágerlista              | Legfelső helyezés | Minősítés  |
| ------------------------ | ----------------- | ---------- |
| Brit albumslágerlista    | 15                | Aranylemez |
| Osztrák albumslágerlista | 22                |            |
| Német albumslágerlista   | 26                |            |
| Svájci albumslágerlista  | 21                |            |
| Svéd albumslágerlista    | 39                |            |